# English - Have a Go
English - Have a Go è una serie in lingua inglese prodotta dalla ABC Education Television e visibile sul portale Rai Educational de ilD.
È adatta a chi ha già una conoscenza base della lingua e ha bisogno di migliorare la capacità di usarla in contesti di comunicazione reale. È ambientata in Australia e offre allo spettatore la possibilità di entrare in contatto con ambienti sociali e aspetti culturali tipici di questo paese.
Il nucleo centrale delle puntate è una fiction sulla famiglia Jones.
I telespettatori sono poi invitati ad agire interattivamente con il programma e infine un breve documentario presenta l'aspetto multiculturale dell'Australia.